# Südatlantische Zone des Friedens und der Zusammenarbeit

Die Südatlantische Zone des Friedens und der Zusammenarbeit (South Atlantic Peace and Cooperation Zone) (Abkürzung: ZPCAS oder ZOPACAS; spanisch Zona de Paz y Cooperación del Atlántico Sur; portugiesisch Zona de Paz e Cooperação do Atlântico Sul; auch englisch Zone of Peace and Cooperation of the South Atlantic) ist eine Organisation und ein Militärbündnis, die 1986 durch die Resolution A/RES/41/11 der Generalversammlung der Vereinten Nationen auf Initiative Brasiliens mit dem Ziel gegründet wurden, die Zusammenarbeit und die Aufrechterhaltung von Frieden und Sicherheit in der südatlantischen Region zu fördern.

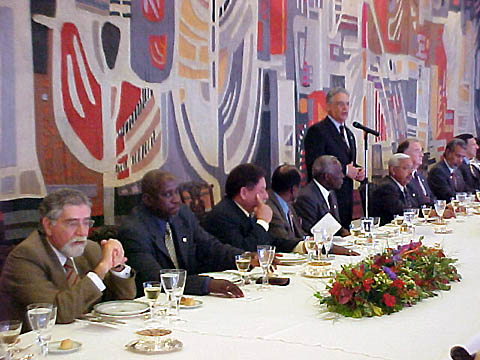
Präsident Fernando Henrique Cardoso spricht auf dem ZPCAS-Gipfel in Brasília.

 Besonderes Augenmerk galt der Aufgabe, die geografische Verbreitung von Atomwaffen zu verhindern und die militärische Präsenz von Ländern aus anderen Regionen zu verringern und letztendlich zu beseitigen.
Eine Erklärung zur Denuklearisierung des Südatlantikraums wurde auf einer Tagung der Mitgliedstaaten in Brasilia im September 1994 verabschiedet. Die UNO-Vollversammlung billigte die Initiative gegen die Stimmen der Vereinigten Staaten, des Vereinigten Königreichs und Frankreichs.
Der Südatlantik ist derzeit eine atomwaffenfreie Zone. Gegenwärtig sind alle Mitgliedstaaten Unterzeichner internationaler Verträge, die Atomwaffen verbieten, insbesondere die Unterzeichner des Vertrages von Pelindaba und des Vertrags von Tlatelolco. Einige Inseln des Mittelatlantischer Rückens, das britische Überseegebiet von Saint Helena und die abhängigen Gebiete Ascension und Tristan da Cunha sowie die norwegische Bouvetinsel fallen jedoch nicht unter diese Verträge.